# Ökologie der Nördlichen Kaskadenkette

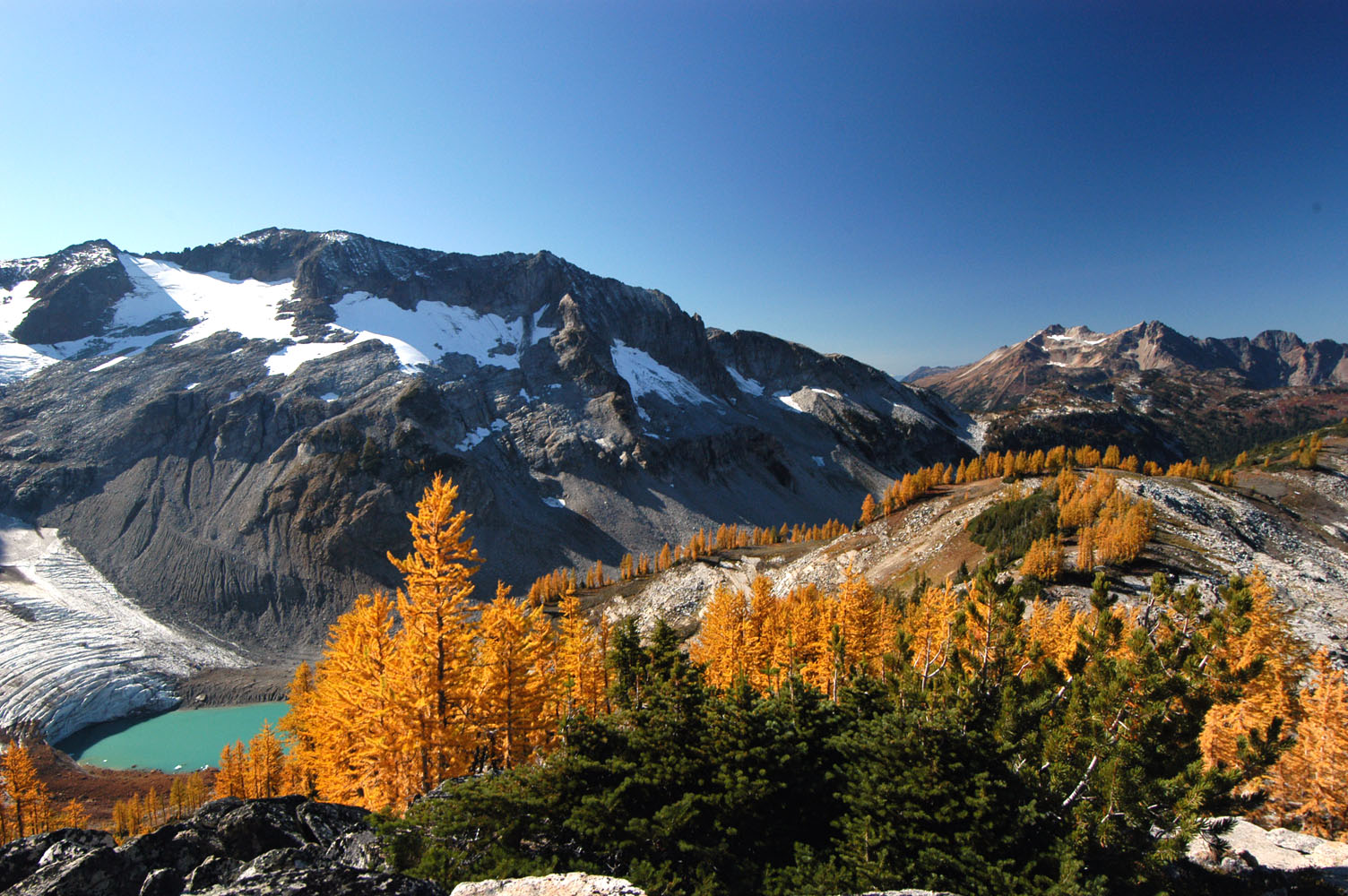
Die Nördliche Kaskadenkette mit ihren hohen, zerklüfteten Gipfeln und einer Vielfalt an Nadelwäldern

Die Ökologie der Nördlichen Kaskadenkette wird stark von der Höhenlage und den Regenschatten-Effekten der Bergkette bestimmt. Die Nördlichen Kaskaden sind ein Abschnitt der Kaskadenkette vom South Fork Snoqualmie River im US-Bundesstaat Washington bis zur Mündung des Thompson River in den Fraser River in der kanadischen Provinz British Columbia, wo die Kette offiziell Cascade Mountains heißt, meist jedoch als Canadian Cascades bezeichnet wird. Die North Cascades Ecoregion ist eine Ökoregion des Levels III der Liste der Ökoregionen in Nordamerika (CEC) im Klassifikationssystem der Commission for Environmental Cooperation.
Das Gelände der North Cascades ist durch die hohen, zerklüfteten Berge geprägt. Es enthält die höchste Konzentration aktiver alpiner Gletscher in den Continental United States und umfasst eine Vielfalt klimatischer Zonen. Trockenes kontinentales Klima gibt es im Osten und mildes Seeklima mit idealen Bedingungen für Regenwälder im Westen. Der Untergrund besteht aus Sediment- und metamorphen Gesteinen im Gegensatz zum Rest der Kaskaden, die aus Vulkanen bestehen.
In den North Cascades finden sich diverse Tier- und Pflanzenarten. Es gibt mehr als 1.630 Gefäßpflanzen-Arten. In den Bergen leben mehrere Top-Prädatoren, so Weißkopfseeadler, Wölfe, Grizzlybären, Pumas und Schwarzbären. In den Nordkaskaden sind mindestens 75 Säugetierarten sowie 200 Vogelarten nachgewiesen, die die North Cascades entweder durchqueren oder hier brüten. Es gibt außerdem 11 Fischarten an der Westseite der Kaskaden. Beispiele für hier vorkommende Amphibienarten sind die Polarkröte (Bufo boreas) und der Rauhäutige Gelbbauchmolch (Taricha granulosa).
Die ökologischen Bedingungen des Gebietes kann man verstehen, folgt man einer West-Ost-Linie am südlichen Ende der North Cascades, etwa auf 47,5° nördlicher Breite. Wenn diese Linie die Kaskadenkette überquert, durchquert sie eine Reihe von Ökoregionen: Zunächst wird es mit zunehmender Höhe kälter, danach wärmer und schließlich trockener. Jede dieser Ökoregionen kann entweder durch einen Baum als Indikatorart beschrieben werden oder durch das Fehlen von Bäumen: Westamerikanische Hemlocktanne, Purpur-Tanne, die subalpine Berg-Hemlocktanne, alpine Matten (ohne Bäume), Felsengebirgs-Tanne sowie das gemeinsame Vorkommen von Küsten-Tanne und Douglasie.

## Ökoregion der Westamerikanischen Hemlocktanne

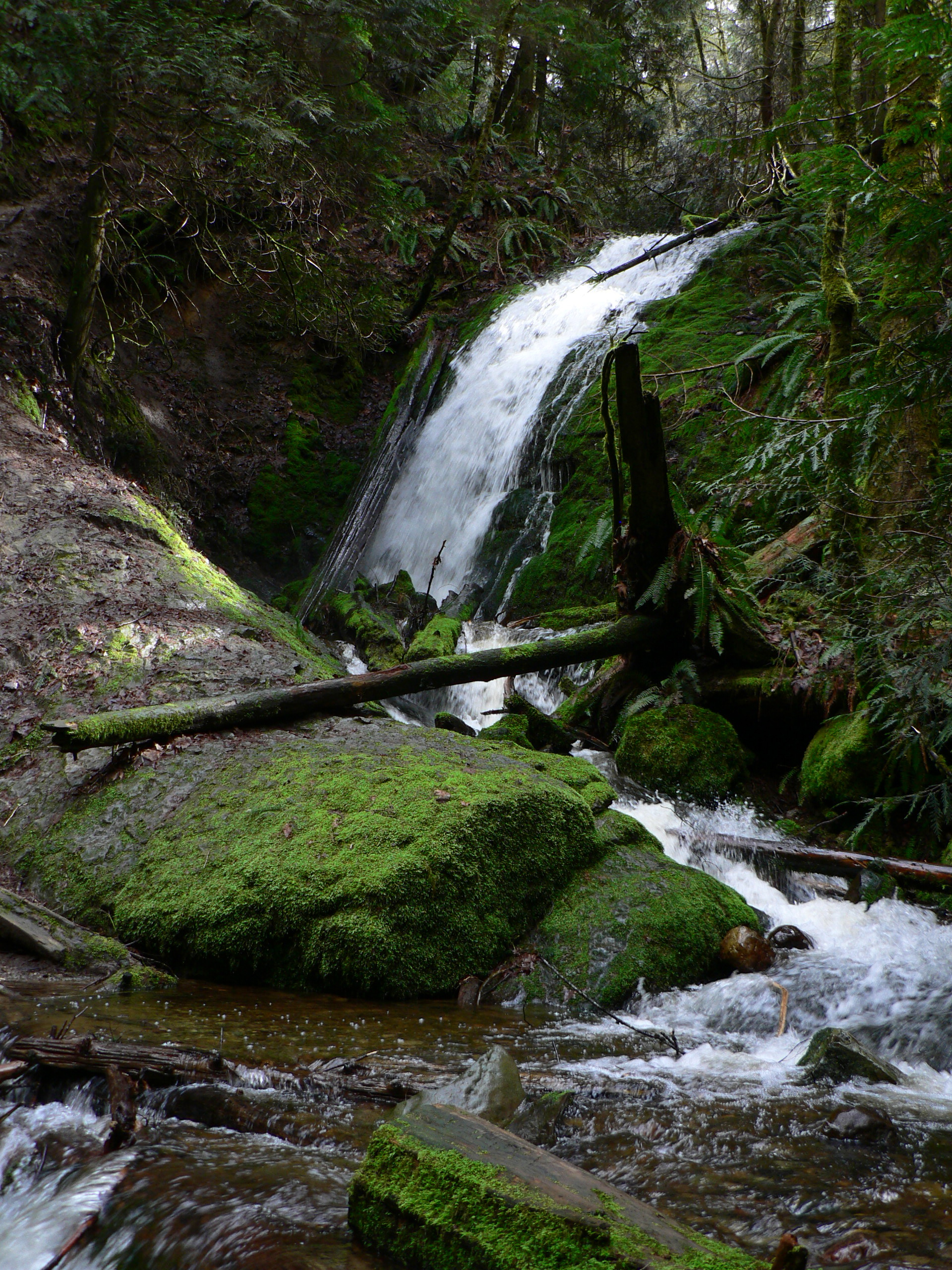
Coal Creek Falls und die umgebende dichte Vegetation im Cougar Mountain Regional Wildland Park.

Die Ökoregion der Westamerikanischen Hemlocktanne schmiegt sich in die tieferen westlichen Regionen der North Cascades. Die Westamerikanische Hemlocktanne kommt in Höhenlagen vom Meeresspiegel bis 2.500 ft (762 m) Höhe vor. In der Alpine Lakes Wilderness kann diese Ökoregion in den tieferen Lagen um 300 … 600 m gefunden werden. Die mittlere Jahrestemperatur beträgt 47 °F (8,3 °C) und der mittlere Jahresniederschlag 700 … 3.000 mm. Diese Region ist gekennzeichnet durch dichte Bestände von Westamerikanischen Hemlocktannen, Gewöhnlichen Douglasien, Riesen-Lebensbäumen und Rot-Erlen. Den Unterwuchs bilden primär Shallon-Scheinbeere, Hasel, Pracht-Himbeere, Igelkraftwurz und Gewöhnliche Mahonie. Die Westamerikanische Hemlocktanne (Tsuga heterophylla) ist ein extrem schattentoleranter Baum und seine Jungpflanzen sind gewöhnlich im Unterwuchs auf den Waldböden anzutreffen. Sie bevorzugt feuchte temperierte Bedingungen. Wo die Verhältnisse trockener und kälter werden, kommen sie nicht so gut fort. Westamerikanische Hemlocktannen können über 200 ft (61 m) hoch werden und Durchmesser von 0,9 … 1,2 Metern erreichen. Sie können am überhängenden Wipfel leicht erkannt werden. Es ist nicht ungewöhnlich, die Bäume in einer Reihe auf einem umgefallenen Baumstamm wachsen zu sehen. Die Ökoregion der Westamerikanischen Hemlocktanne bietet einer Reihe von Tierarten Lebensraum. Schwarzwedelhirsche grasen im Unterwuchs. Füchse, Kojoten, Pumas und eine Reihe pflanzenfressender Säuger können gleichfalls in diesen Tieflandwäldern angetroffen werden.

## Ökoregion der Purpur-Tanne

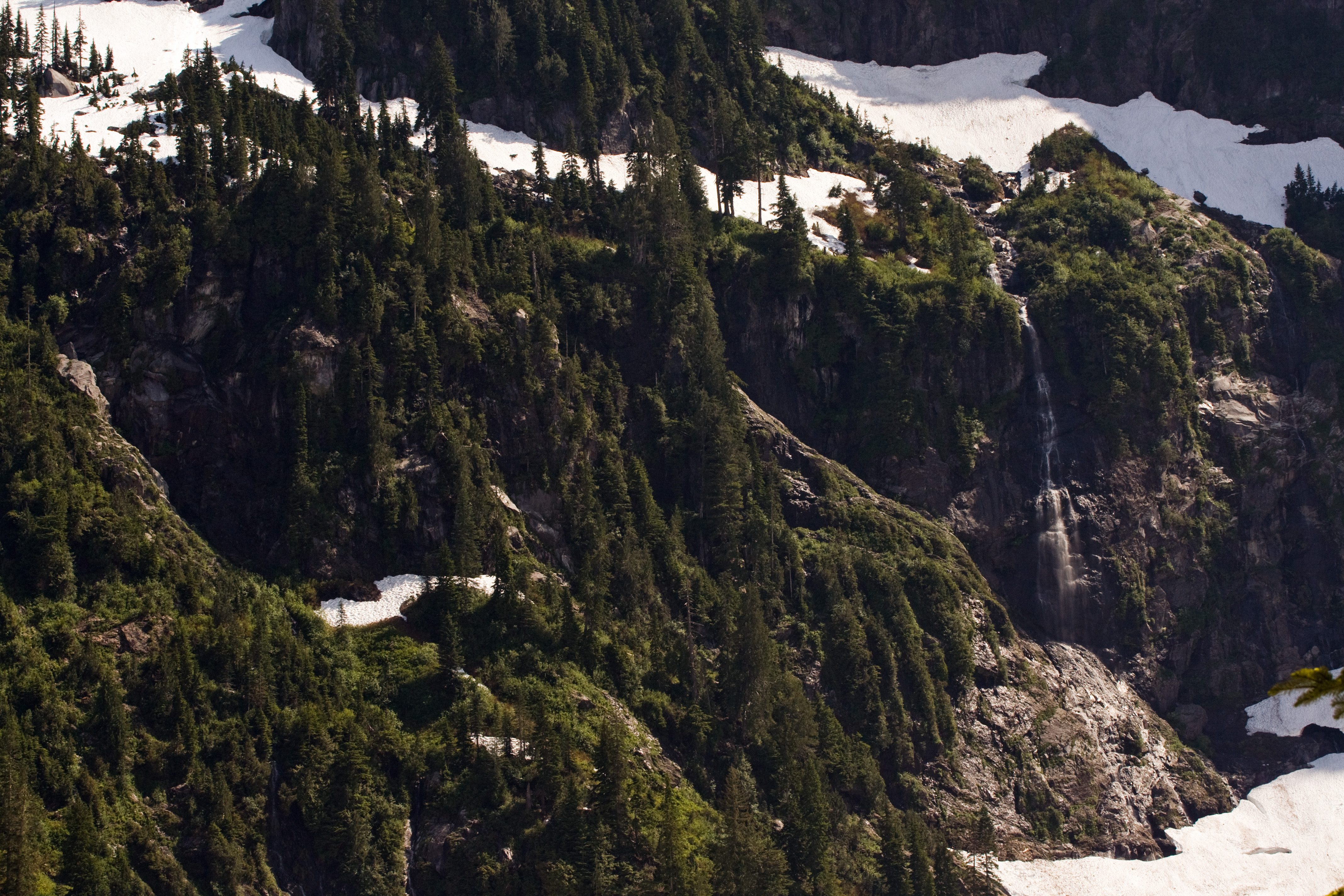
Die runde Rückwand des Lake Twenty-two auf Höhe

Die Wälder der mittleren Höhenlagen in den North Cascades (600 … 1.300 m) gehören zur Ökoregion der Purpur-Tanne. Diese Region macht den Großteil der Täler im Gebiet der Alpine Lakes aus. Die mittlere Jahrestemperatur in dieser Ökoregion beträgt 42 °F (6 °C) und der mittlere Jahresniederschlag zwischen 2.200 und 2.800 Millimetern. Typische montane Wälder in der Region werden von Purpur-Tannen dominiert, enthalten aber auch Edel-Tanne, Gewöhnliche Douglasie und Nootka-Scheinzypresse. Totholz ist sehr charakteristisch für die Purpur-Tannen-Region; dadurch werden Kleinlebensräume für viele Pflanzen und Tiere bereitgestellt. Die Purpur-Tannen-Region findet sich in den steilsten Bereichen der North Cascades; heftige Schneefälle führen zu Lawinen-Gullys. In jedem größeren Einzugsgebiet des Westhangs der Kaskaden gibt es Zeugnisse dafür, dass Lawinen Schneisen in die bewaldeten Bereiche in Form von unbewaldeten Stellen schlagen. Diese Gullys hinterlassen Sukzessionsflächen, die sich wieder in Richtung Wald entwickeln werden. Wegen der dichten Wälder waren die Purpur-Tannen-Regionen das bevorzugte Gebiet für die kommerzielle Abholzung, bevor eine Ausweisung als Wildnisgebiete erfolgte. 
Die Purpur-Tanne (Abies amabilis) ist extrem tolerant gegen Beschattung und wächst weniger gut unter trockenen oder wärmeren Bedingungen. Sie kann bis zu 180 ft (55 m) hoch werden und 0,9 … 1,5 m Durchmesser erreichen. Die Pflanzengesellschaften des Unterwuchses variieren abhängig von der verfügbaren Feuchtigkeit. Verbreitete Sträucher des Unterwuchses sind Weinblatt-Ahorn, Shallon-Scheinbeere, Gewöhnliche Mahonie, Amerikanische Heidelbeeren (Vaccinium sect. Cyanococcus), Huckleberry, Igelkraftwurz und Rhododendren. Krautartige Pflanzen im Unterwuchs mit weiter Verbreitung sind Bärengras, Moosglöckchen, Dolden-Winterlieb, Kanadischer Hartriegel, Blaulilien, Kalifornische Brombeere (Rubus ursinus), Sternförmiges Duftsiegel, Schaumblüten, Waldlilien, Eichenfarn und Frauenfarne. Das Mikroklima wird durch die Baumkronen reguliert und führt zu kühleren und feuchteren Bedingungen im Sommer, während es im Winter wärmer ist. Die Setzlinge der Purpur-Tanne werden oft unter den Bäumen derselben Art oder unter dem Kronendach von Mischwäldern gefunden. Entlang von Bächen werden die Lichtungen in dieser Ökoregion von Grau-Erlen, Weiden und Weinblatt-Ahorn sowie Kräutern wie Steinbrech, Weidenröschen, Gauklerblumen (Erythranthe spec.) und Blauglöckchen (Mertensia spec.) besiedelt. Grau-Erle und Weinblatt-Ahorn können auch an Seeufern und in Gebieten mit flachen oder mäßigen Hängen sowie Sümpfen und Marschen gefunden werden. Beispiele für Purpur-Tannen-Wälder sind im Commonwealth Basin und im Gebiet des Snow Lake in der Alpine Lakes Wilderness zu finden.

## Subalpine Ökoregion der Berg-Hemlocktanne

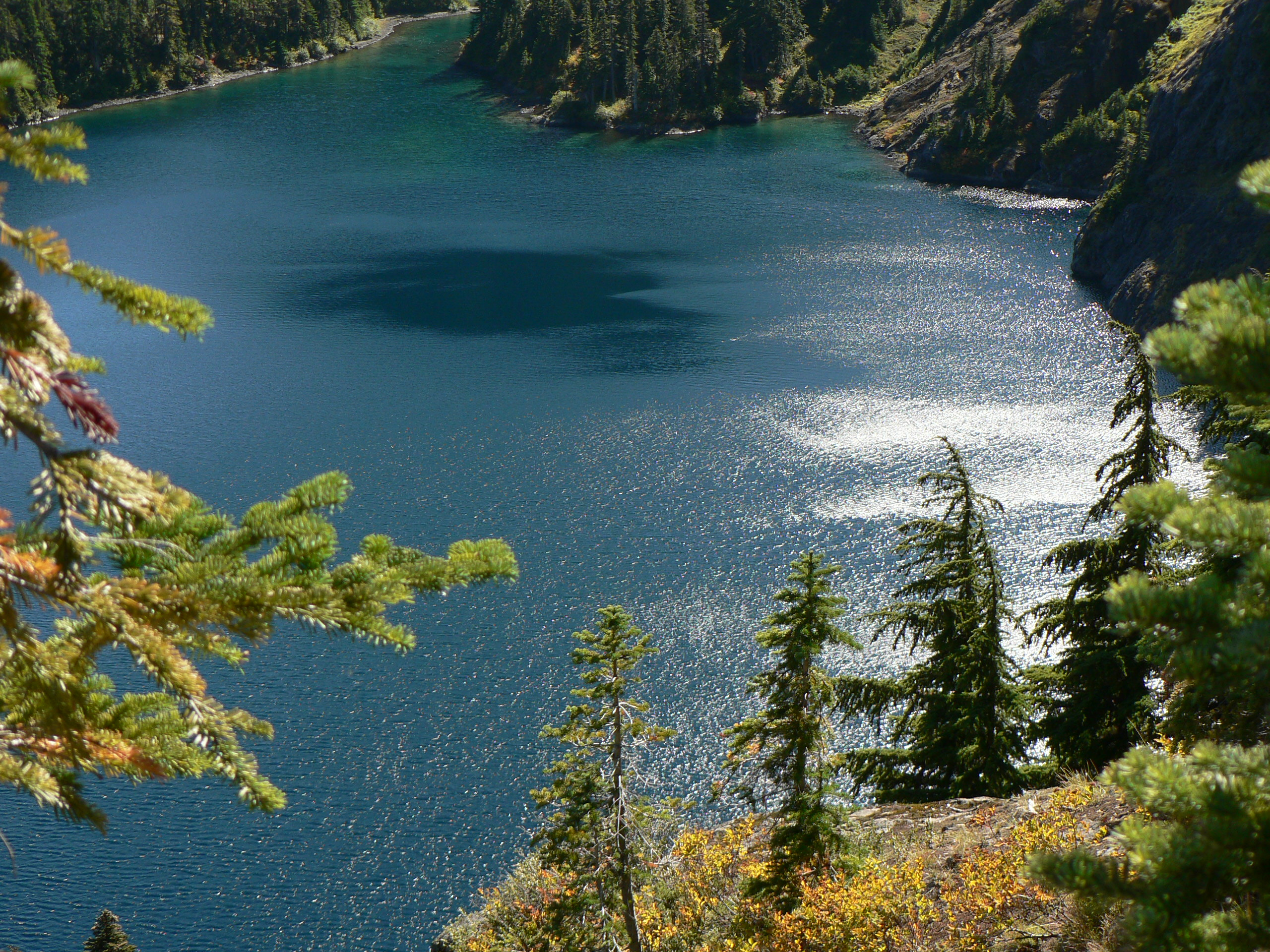
Berg-Hemlocktanne und subalpiner Tannenwald rund um den Rachel Lake in Höhe

Von der Purpur-Tannen-Region höhenmäßig aufwärts geht es etwa zwischen 4.000 ft (ca. 1.200 m) und 5.400 ft (ca. 1.600 m) Höhe in die Subalpine Ökoregion der Berg-Hemlocktanne über. Diese Region hat eine geringere mittlere Jahrestemperatur von 39 °F (3,9 °C) bei einem mittleren Jahresniederschlag zwischen 1.600 und 2.800 mm. Die Ökoregion besteht aus Berg-Hemlocktannen-Wäldern, subalpinen Wiesen, Bächen, Seen, Feuchtgebieten sowie Lawinen-Runsen, die verschiedene Muster von Sukzessionsflächen entstehen lassen. In den tieferen Bereichen dieser Ökoregion gibt es geschlossene Wälder, während die höheren Bereiche von einem Mosaik aus Wiesen und Berg-Hemlocktannen-Wäldern gekennzeichnet sind. Die Berg-Hemlocktannen-Wälder setzen sich aus den Hauptbaumarten Berg-Hemlocktanne (Tsuga mertensiana), Felsengebirgs-Tanne, Nootka-Scheinzypresse und Purpur-Tanne zusammen. Washingtons alpine und subalpine Gebiete machen etwa 4,4 % der gesamten Landfläche aus.
Mit zunehmender Höhe wird die Berg-Hemlocktanne zur dominanten Art, obwohl auch Co-Dominanzen zu Nootka-Scheinzypressen und Purpur-Tannen auftreten können. Berg-Hemlocktannen können bis zu 1.000 Jahre als werden; sie leben länger als Purpur-Tannen. Zwischen 500 und 700 Jahre alte Bäume können 100 ft (30 m) bis 125 ft (38 m) hoch sein. Die Zapfen können 5 … 7,5 cm lang werden und entwickeln sich an den Enden der Äste. Diese Koniferen sind wegen ihrer dichten grau-grünen Nadeln von den anderen leicht zu unterscheiden. Nach Franklin und Dyrness besteht der Unterwuchs bei co-dominanten Berg-Hemlock- und Purpurtannen hauptsächlich aus großwüchsigen Huckleberrys; wo die Nootka-Scheinzypresse co-dominiert besteht der Unterwuchs aus dichten Ansammlungen von Rhododendren, Huckleberry und Mehlbeeren (Sorbus spec.).
An den oberen Grenzen des subalpinen Ökosystems, wo die abiotischen Bedingungen eher zu Stress für die Pflanzen führen, wachsen die Bäume fleckenweise zusammengedrängt (engl. „patchy clumped“). Bäume aus diesem Gebiet können an ihrer Krummholz-Form erkannt werden. Bäume dieser Hochlagen nehmen ein fahnenartige Formen an („Windflüchter“), bei denen die nach einer Seite gerichteten Äste die vorherrschende Windrichtung anzeigen. Die Höhe des Kronenansatzes, wo keine Äste wachsen können, wird durch die Schneehöhe bestimmt. Es gibt mehrere Gründe, warum Bäume diese Formen annehmen. Heftige Winde, die Eispartikel mitführen, schmirgeln die Wachsschichten auf den Nadeln auf einer Seite der Bäume ab und schaden dem Wachstum der Äste. Zusätzlich erzeugt der Wind einen Austrocknungseffekt in den Nadeln, so dass sie einseitig absterben.

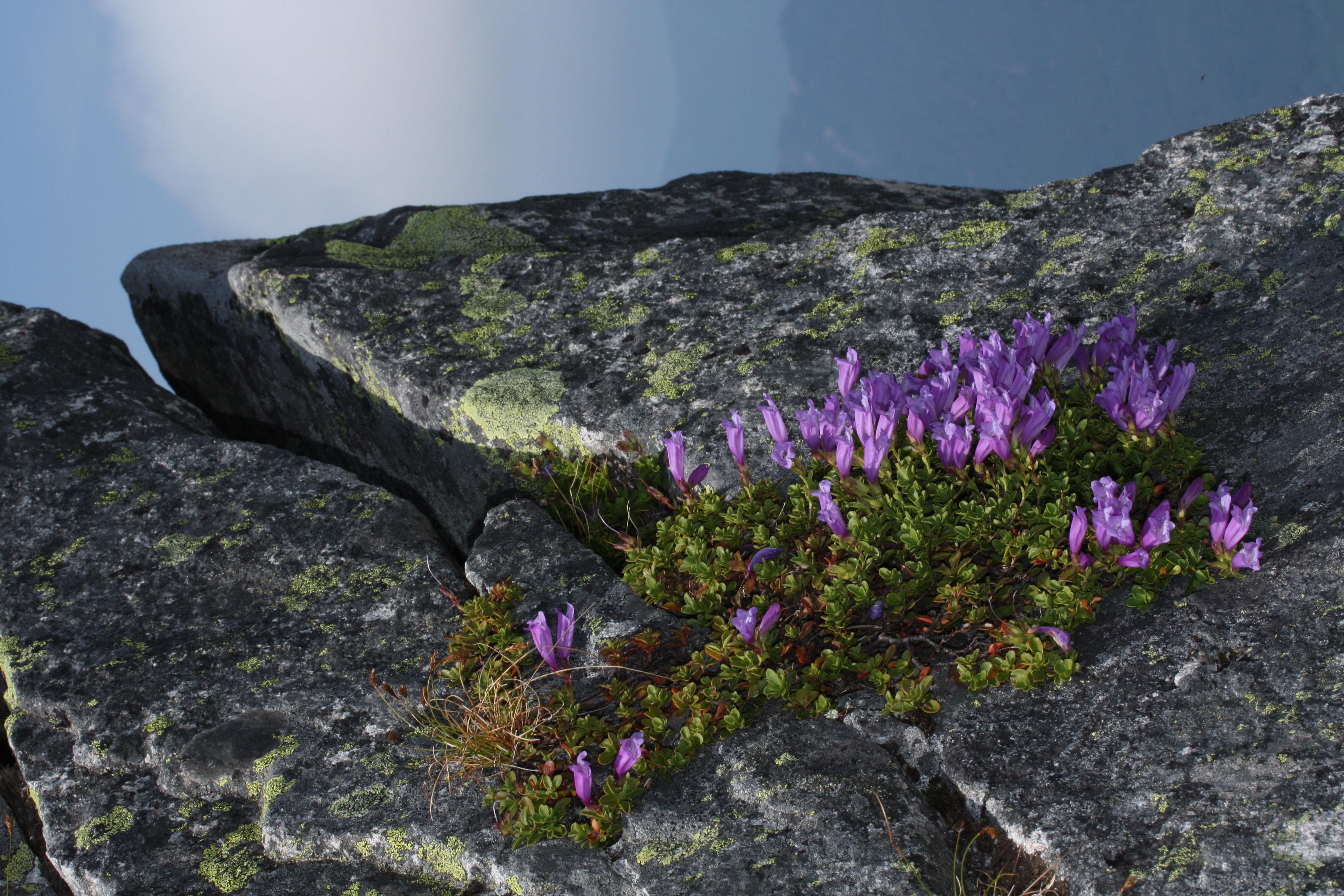
Penstemon davidsonii im Mount Pilchuck State Park auf Höhe.

In die inselartigen Waldflecken eingestreut sind in den höheren Bereichen parkartige Bereiche mit prächtigen Wiesen. Ereignisse wie Feuer, Lawinen, kleinräumige Schneebewegungen und der Klimawandel machen die Grenzen dieser Gebiete und das Gleichgewicht aus Bäumen und Wiesen dynamisch. Die Waldinseln bestehen typischerweise aus Berg-Hemlocktannen, Purpur-Tannen und Nootka-Scheinzypressen. Es gibt oft eine Invasion von Bäumen in die Wiesen-Patches; dies war in den 1930er Jahren aufgrund signifikanter Erwärmung der Fall. Solche Invasionen treten auch bei Störungen auf.
Die schönen Wiesen sind bei Wanderern sehr beliebt. Wildblumen aus dieser Ökoregion sind Lilium columbianum (engl. „tiger lily“), Großblütiger Hundszahn, Clintonia (engl. „bead lily“), Clintonia uniflora (engl. „queen's cup“), Akeleien (Aquilegia spec.), Astern, Waldlilien (Trillium spec.), Strohblumen (engl. „pearly everlasting“; Anaphalis), Echter Baldrian, Ipomopsis aggregata (engl. „skyrocket“), Götterblumen (engl. „shooting star“), Bartfaden, Läusekräuter, Gentiana calycosa (engl. „mountain bog gentian“), Gauklerblumen (engl. monkey flower; Erythranthe spec.), Eisenhut, Blauglöckchen (engl. „bluebell“; Mertensia spec.), Glockenblumen, Herzblumen, Lewisiopsis tweedyi (engl. „Tweedy's lewisia“), Balsamwurzeln, wilde Orchideen und andere. Die Hauptblütezeit dieser Blumen, die in Wiesen und entlang der Bäche zu sinden sind, ist von Mitte Juli bis Mitte August. Die parkartigen Bereiche der Ökoregion der Berg-Hemlocktanne sind durch unterschiedliche klimatische und topographische Bedingungen klar abgegrenzt.
Die beiden dominanten Vegetationstypen dieser Bergregion – Wälder und Wiesen – haben sehr unterschiedliche Mikroklimate ausgeprägt. Die Menge der Global- und UV-Strahlung kann abhängig von der Tageszeit, der Hanglage, der Jahreszeit, des Bedeckungsgrades und des Vegetationstyps erheblich variieren. Die Temperaturen stellen sich abhängig von diesen Bedingungen ein. Im Vergleich zu den Hemlocktannen-Wäldern zeigen die parkartigen Bereiche größere Temperaturschwankungen. Diese können in den parkähnlichen Bereichen bis zu 28 K ausmachen, während die Schwankungen in den Wäldern selten 10 K überschreiten. Dies liegt am Kronendach, das geschütztere Bedingungen erzeugt als auf den Offenflächen der Wiesen vorhanden sind. Zusätzlich beeinflusst die Bodentemperatur direkt die biologische Aktivität der Bodenorganismen und Wurzelsysteme. Tägliche und jahreszeitliche Wechsel der Temperaturen beeinflussen die Wärmeabgabe und -aufnahme der Böden enorm. Die Schneedecke fungiert jedoch vereinzelt als Puffer gegen den Temperaturwechsel in den Böden. Die Berg-Hemlocktannen-Wälder sind die feuchtesten und kältesten Wälder in den bewaldeten Zonen der Kaskaden.
Beim Reichtum dieser Region wandern viele Tierarten in mindestens einer Jahreszeit durch, so Schneeziege, Scharzwedelhirsch, Amerikanischer Schwarzbär, Wapiti, Puma und viele Vogelarten. Nur das pfeifende Eisgraue Murmeltier ist auf die subalpinen und alpinen Zonen beschränkt. Neben der Vielfalt der Säugetiere gibt eine Vielfalt an Insektenarten, die an das Vorkommen der Blütenpflanzen gebunden sind. Weitere wichtige Bestäuber in diesem Gebiet sind Kolibris. Es gibt noch viel zu erforschen und zu entdecken, um so die Interaktionen und Abhängigkeiten der Arten sowohl in den alpinen wie in den subalpinen Ökosystemen zu verstehen.

## Alpine Ökoregion

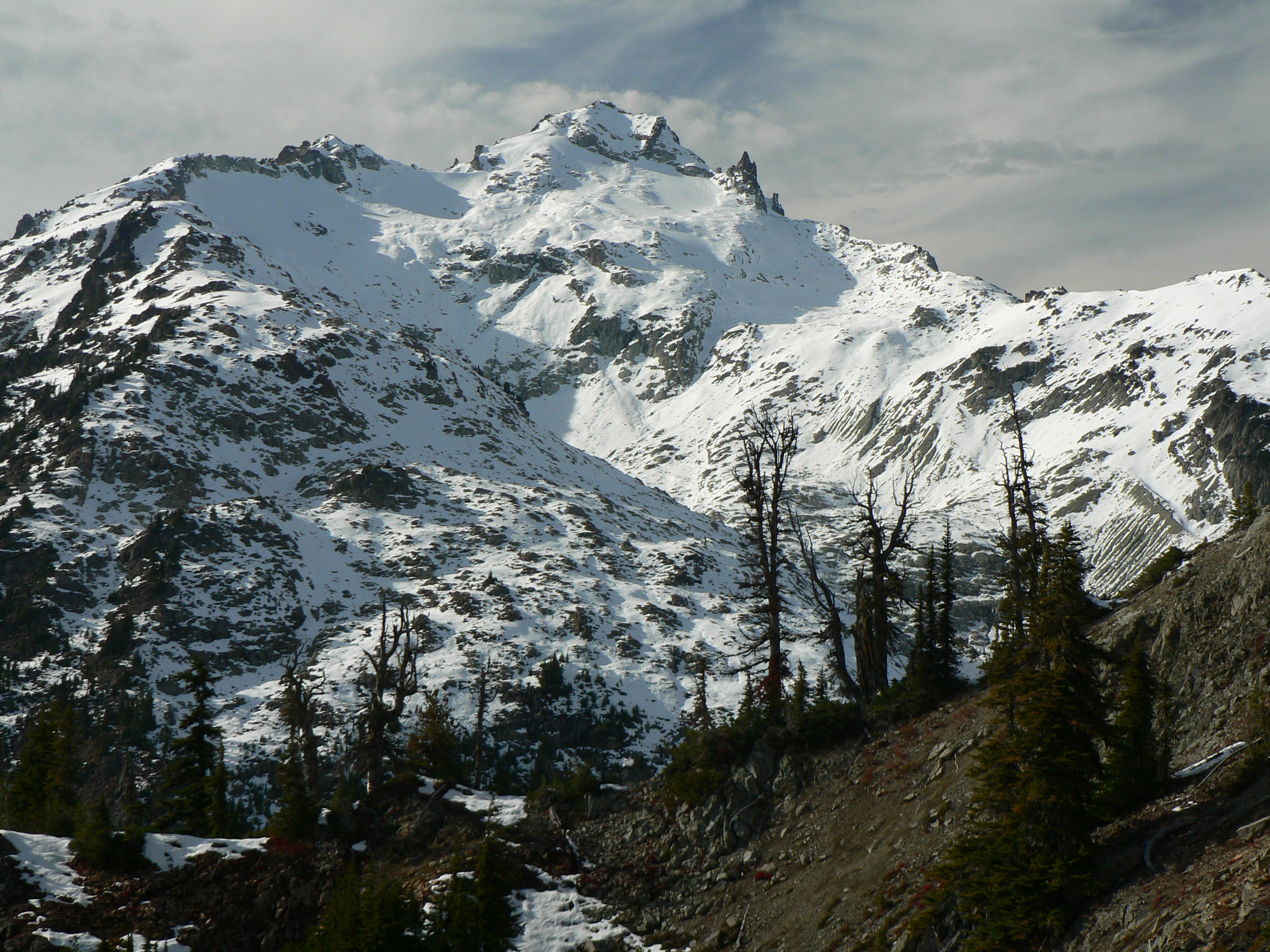
Mount Daniel, Blick aufwärts von aus

Die Alpine Ökoregion macht einen Großteil der North Cascades aus. Alpine Gebiete wie dieses sind zerklüftet mit felsigen Graten, Schneefeldern und teilweise vegetationsbedecktem Gelände; sie liegen oberhalb der Waldgrenze. Die Waldgrenze in der Alpine Lakes Wilderness liegt bei etwa 6.000 ft (ca. 1.800 m). Die mittlere Jahrestemperatur beträgt 37,5 °F (3,1 °C), der mittlere Jahresniederschlag lediglich 460 mm. Diese Bedingungen sind zusammen mit den herrschenden Winden und dem darin enthaltenen Eis dem Wachstum von Bäumen nicht zuträglich. Aufgrund der extremen Temperaturen und der geringen Niederschläge gibt es im Vergleich zu den tieferen Lagen nur wenige Pflanzen in den Ökosystemen, die auch einfacher strukturiert sind. Der Niederschlag bzw. sein Fehlen ist jedoch ein stärker limitierender Faktor als die Temperatur. Sowohl Pflanzen- als auch Tierarten haben sich auf vielfältige Weise an diese schwierigen Umweltbedingungen angepasst.
Die hochgelegenen Lebensräume mit starken Winden, langlebiger Schneedecke, steilem Gelände, großen Temperaturschwankungen und intensiver UV-Einstrahlung führen zu speziellen Anpassungen der Arten. Alpine Regionen haben generell sauerstoffarme Bedingungen, die zu erhöhten Energieaufwendungen bei den dort lebenden Organismen führen. In den Hochlagen sind die Fortpflanzungszeiten der Tiere kürzer. Zusätzlich zu den kürzeren Fortpflanzungszeiten erfordert das Überleben saisonale Wanderungen zu den im Hinblick auf Ernährung und sonstige Lebensbedingungen adäquaten Lebensräumen. Arten wie Weißschwanz-Schneehuhn, Eisgraues Murmeltier und Pfeifhasen jedoch bleiben ganzjährig in den Hochlagen der Kaskaden und verlassen diese nur, um Flecken mit schütterer Vegetation aufzusuchen. Die Mehrzahl der Arten wandert ihr ganzes Leben lang zu bestimmten Zeiten in tiefere Regionen ab. Anpassungen wie der Torpor der Kolibris, die Tarnfärbungen von Schneeziegen und Kojoten, der Aufbau von Fettreserven und die Fähigkeit der Greifvögel, sich trotz der starken Winde effizient zu bewegen zeigen nur einige der Möglichkeiten, wie Arten mit den alpinen Bedingungen zurechtkommen. Das Weißschwanz-Schneehuhn passt sich mit seinem Federkleidwechsel vom vollständig weißen Vogel im Winter zum brauen Vogel im Sommer perfekt an die Jahreszeiten an. Viele Arten haben in den Hochlagen weniger Jungtiere als in den tieferen Lagen, wenden jedoch mehr Zeit zur Aufzucht dieser Wenigen auf.

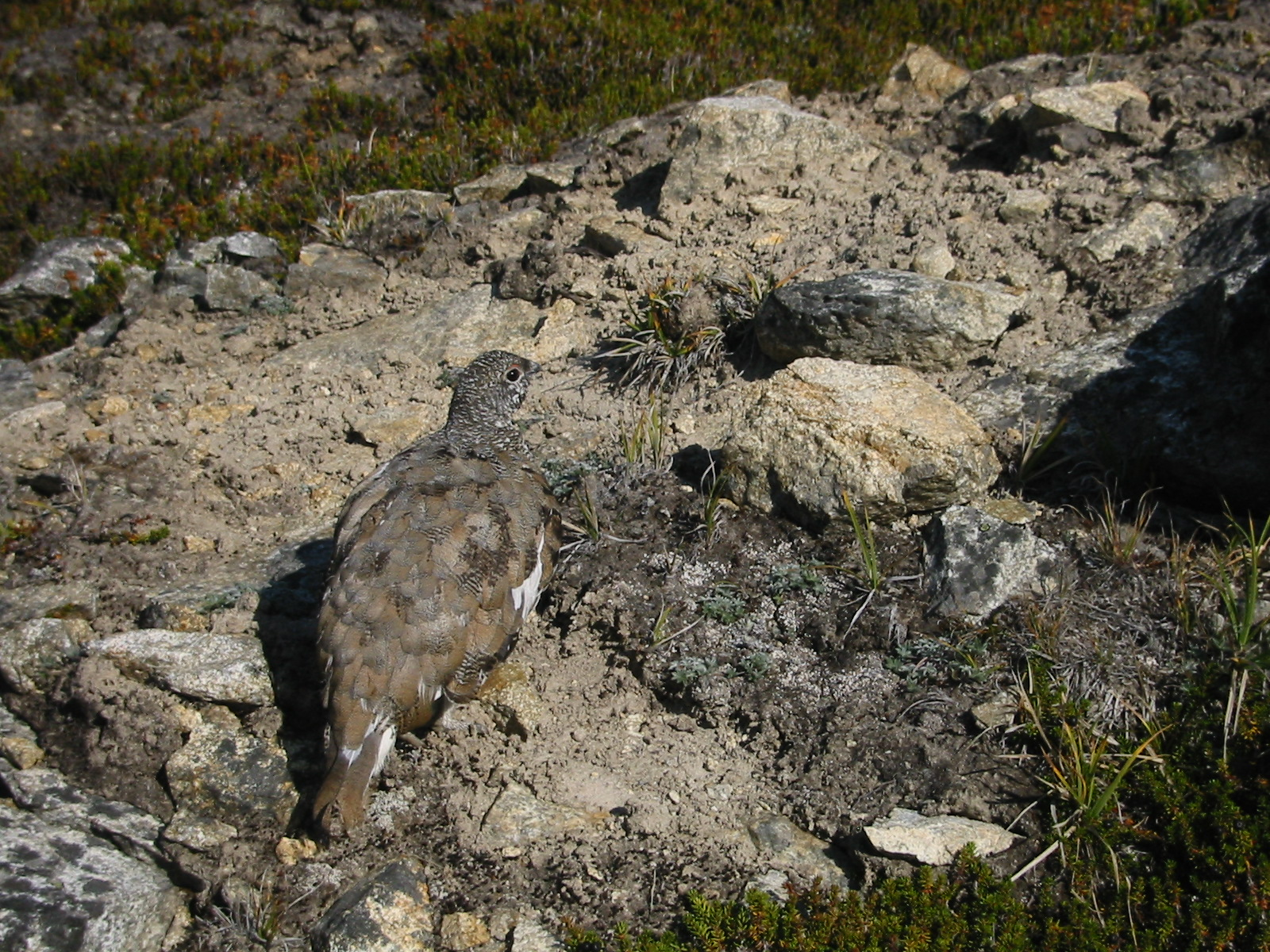
Ein Weißschwanz-Schneehuhn verschmilzt mit der alpinen Tundra östlich des Glacier Peak.

Während alpine Ökosysteme für die Arten schwierige Umweltbedingungen bieten, gibt es auch Vorteile für Tiere, diese Gegenden zu besiedeln. Im Winter bringen die starken Winde bei geschlossener Schneedecke pflanzliche Sprosse und Samen an die Oberfläche, welche von den Tieren gefressen werden können. Insekten werden im Frühjahr aus den Tieflagen auf die Schneefelder geblasen und stehen den Vögeln und Säugern der alpinen Region als Nahrung zur Verfügung. Bei der Schneeschmelze wird ein Gradient erzeugt, der die Pflanzen nach und nach hervortreten lässt und Pflanzenfressern entlang dieses Gradienten immer wieder neue Nahrung bietet. Die Nahrungsverfügbarkeit im Frühjahr gilt als limitierend für die Fortpflanzung einer Reihe von Arten wie der Schneeziege. Der Laubaustrieb und das Fruchten im Spätsommer jenseits der Schneefeldgrenzen bietet Tieren gleichfalls eine Nahrungsquelle, die auf diese Gebiete angewiesen sind. Schwarzbären, Singvögel und Murmeltiere in den North Cascades und der Alpine Lakes Wilderness finden Deckung in der üppigen Vegetation der Lawinen-Gullys, die zu den subalpinen Wäldern hinabreichen. Es scheint eine geringere Infektions- und Parasitierungsrate in den Hochlagen zu geben, was den Tieren einen weiteren Vorteil bietet. Die alpinen Raufußhühner bieten ein Beispiel für alpine Tiere, die weniger Infektionen und Darmparasiten haben. Andere Tierarten wandern in den Sommermonaten in die höheren Lagen, um den Insekten auszuweichen und auf den Wiesen nach Futter zu suchen.

## Ökoregion der Felsengebirgs-Tanne

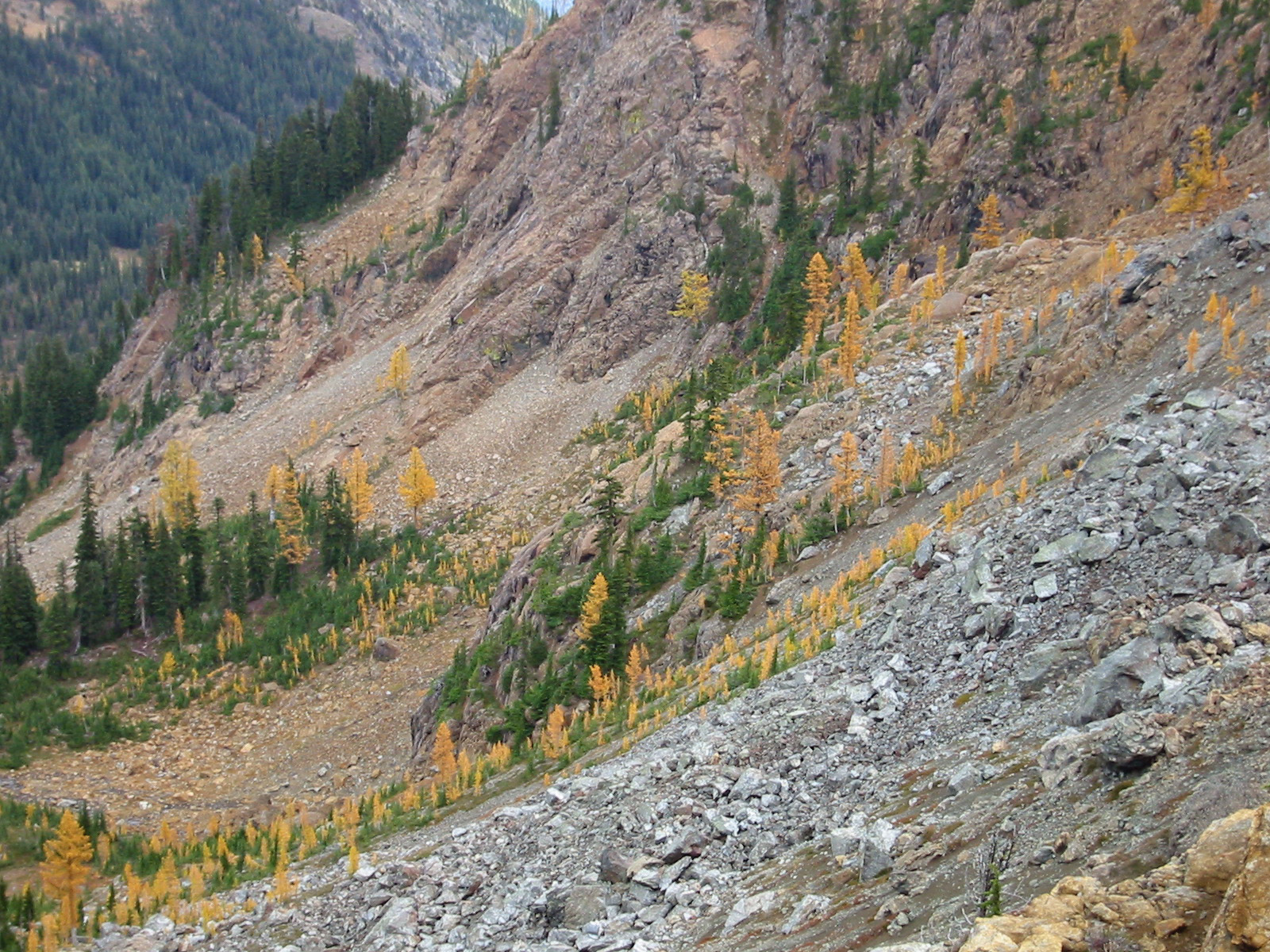
Lückenhafter Wald mit Felsengebirgs-Tanne, Berg-Hemlocktanne und Felsengebirgs-Lärche auf in den Wenatchee Mountains.

Die Ökoregion der Felsengebirgs-Tanne, die an der Ostseite der Kaskadenkette bis in die Tieflagen reicht, findet man in Höhenlagen von 4.200 ft (ca. 1.300 m) bis 6.000 ft (ca. 1.800 m). Diese Region hat dieselbe mittlere Jahrestemperatur wie die der Berg-Hemlocktanne, nämlich 39 °F (3,9 °C), aber einen deutlich geringeren Jahresniederschlag, der zwischen 1.000 und 1.500 Millimetern liegt, wobei sehr viel mehr Schnee als Regen fällt. Im Ökosystem dieser Region finden sich Felsengebirgs-Tannen-Wälder, subalpine Wiesen, Lawinen-Gullys sowie Feuchtgebiete, Bäche und Seen.
Die Felsengebirgs-Tannen-Wälder in den North Cascades bieten Gewöhnlicher Douglasie, Engelmann-Fichte, Felsengebirgs-Lärche und Weißstämmiger Kiefer Lebensraum. Die Engelmann-Fichte und die Felsengebirgs-Tanne kommen normalerweise gemeinsam vor. In den Hochlagen dieser Ökoregion nimmt die Felsengebirgs-Tanne die Krummholz-Form an. Die Region der Felsengebirgs-Tanne wird von Flecken (engl. „patches“) von Wald und Wiesen charakterisiert, die in den Hochlagen wie in der Ökoregion der Berg-Hemlocktanne wirken.

## Ökoregion der Küsten-Tanne/ Gewöhnlichen Douglasie

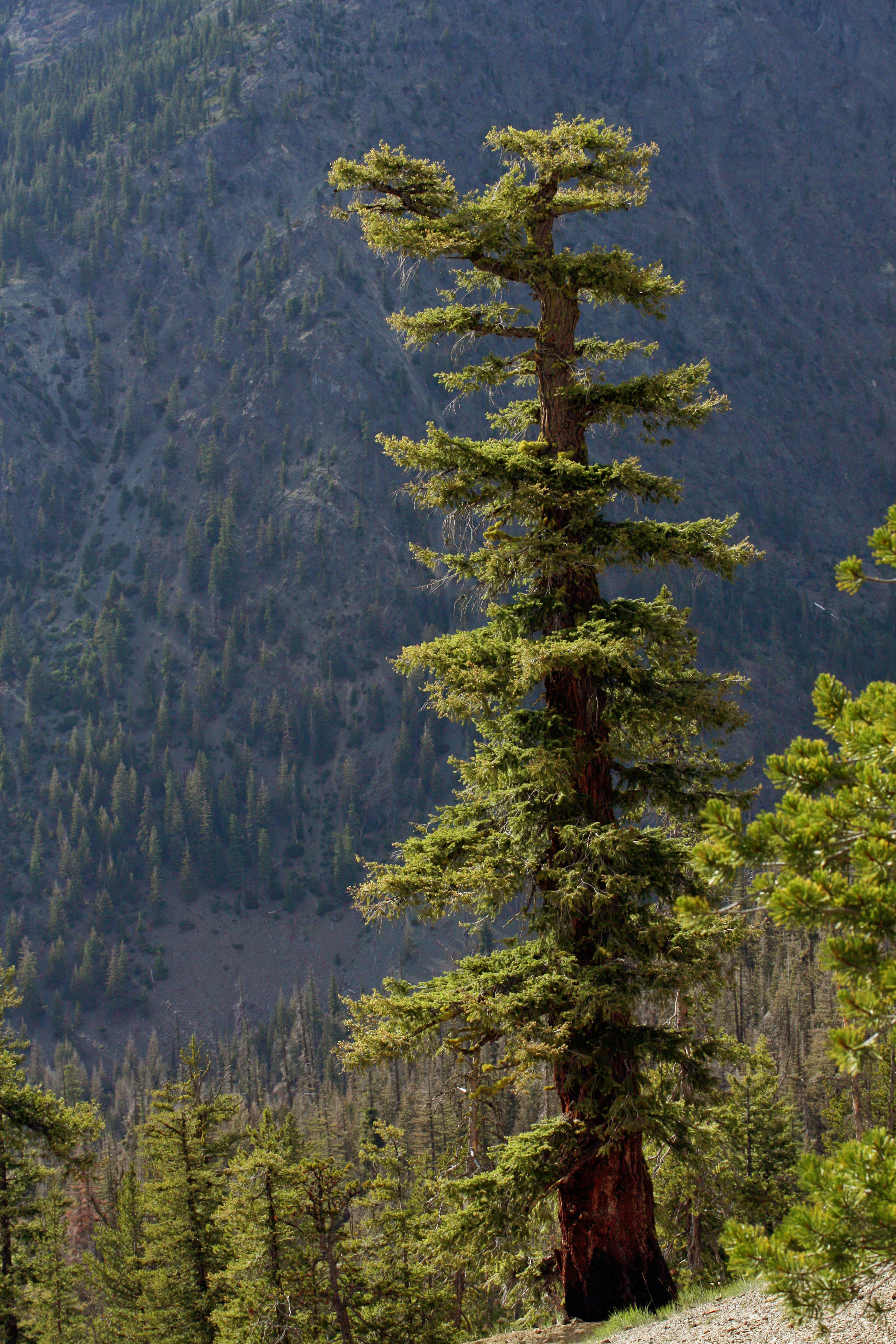
Gewöhnliche Douglasie auf in den Wenatchee Mountains

Auf der Ostseite der Kaskadenkette bildet die Ökoregion der Küsten-Tanne/ Gewöhnlichen Douglasie hochdiverse Wälder; sie haben die höchste Diversität bei Bäumen unter den bewaldeten Ökoregionen in Washington. Zu den dort vertretenen Baumarten gehören neben Küsten-Tanne und Gewöhnlicher Douglasie auch Engelmann-Fichte, Felsengebirgs-Tanne, Gelb-Kiefer, Küsten-Kiefer, Westliche Weymouth-Kiefer, Weißstämmige Kiefer, Westamerikanische Lärche und Felsengebirgs-Lärche. Diese Ökoregion ist gekennzeichnet durch eine mittlere Jahrestemperatur von 46 °F (7,8 °C) und einen mittleren Jahresniederschlag von 600 … 1.100 mm. Die Ökoregion ist in Höhenlagen zwischen 2.000 ft (ca. 600 m) und 5.000 ft (ca. 1.500 m) zu finden.
In den höher gelegenen Bereichen dieser Ökoregion sind Berg-Hemlock-Tanne und Felsengebirgs-Tanne die dominanten Arten, während es in den tieferen Lagen Küsten-Tanne und Gewöhnliche Douglasie sind. Es gibt eine Variabilität in der Vegetation des Unterwuchses; zu den in dieser Ökoregion vorkommenden Arten gehören Calamagrostis rubescens, Carex geyeri (engl. „elk sedge“), andere Sauergräser, niedrige Sträucher, Weinblatt-Ahorn, Weiß-Erle und Huckleberry (Vaccinium spec. und Gaylussacia spec.). Die heterogene Landschaft bietet vielen Tierarten Lebensräume, darunter Weidegängern wie Hirschen und Wapitis, außerdem Schwarzbären, vielen Pflanzenfressern und einer Vielzahl von Vögeln.

## Fauna
Eine Vielzahl von Reptilien, Amphibien, Säugetieren, Vögeln und Gliederfüßern sind in den North Cascades zu finden. Einige wenige Grizzlybären (Ursus arctos horribilis) bewohnen die nördlichsten Kaskaden nahe der Grenze zwischen Kanada und den Vereinigten Staaten. Ein Rudel Wölfe mit Jungtieren wurde 2008 im Okanogan County nachgewiesen, das erste derartige Rudel in Washington seit den 1930er Jahren. Andere Prädatoren sind Pumas, Amerikanische Schwarzbären, Fischermarder und Vielfraße.
In den Kaskaden kommen mehr als 75 Säugetierarten vor, darunter die Schneeziege, die in der hochalpinen Tundra lebt. Zu den Vogelarten gehören Weißkopfseeadler, Fischadler und Kragenente. Beispiele für in den North Cascades vorkommende Amphibien sind die Polarkröte (Bufo boreas) und der Rauhäutige Gelbbauchmolch (Taricha granulosa). Ungewöhnlich für die Population der Molche ist, dass schätzungsweise 90 Prozent der adulten Tiere perennibranchiat ist.